# Alfredo Copello
Alfredo Copello (15 maart 1903-onbekend) was een Argentijns bokser, actief bij de lichtgewichten.
Hij nam deel aan de Olympische Spelen van 1924 in Parijs. In de finale verloor hij van de Deen Hans Jacob Nielsen, zodat hij de zilveren medaille mee naar zijn thuisland mocht nemen.